# ارزیابی بایسته
ارزیابی بایسته یا کنکاش موشکافانه (به انگلیسی: Due diligence) ارزیابی، پی‌جویی یا تحقیقی است که پیش از امضای قرارداد با یک شخص یا یک شرکت انجام می‌پذیرد. این ارزیابی می‌تواند یک تعهد قانونی باشد، هر چند این ترم عموماً به ارزیابی‌های خودخواسته اشاره دارد. یک نمونه شناخته شده از کنکاش موشکافانه در صنایع گوناگون فرایندی است که به موجب آن یک خریدار شرکت، دارایی‌های و دیگر ویژگی‌های شرکت هدف را ارزیابی می‌کند. تئوری پشتیبان این فرایند بر این اساس است که انجام ارزیابی صلاحیت قبل از توافق در مشارکت در کسب و کار، از طریق بهبود و بالا بردن میزان و کیفیت اطلاعات در دسترس، به گونه چشمگیری بر تصمیم‌گیری آگاهانه تأثیر می‌گذارد، که این خود برآیندهای مثبت در کاهش هزینه و ریسک و افزایش منافع بر جای خواهد گذاشت.